# (5487) 1991 UM4
(5487) 1991 UM4 es un asteroide perteneciente al cinturón de asteroides, descubierto el 18 de octubre de 1991 por Seiji Ueda y el astrónomo Hiroshi Kaneda desde el Kushiro Marsh Observatory, Hokkaido, Japón.

## Designación y nombre
Designado provisionalmente como 1991 UM4.

## Características orbitales
1991 UM4 está situado a una distancia media del Sol de 2,412 ua, pudiendo alejarse hasta 2,800 ua y acercarse hasta 2,024 ua. Su excentricidad es 0,160 y la inclinación orbital 2,306 grados. Emplea 1368,44 días en completar una órbita alrededor del Sol.

## Características físicas
La magnitud absoluta de 1991 UM4 es 13,9. 